# ローマの噴水
『ローマの噴水』（ローマのふんすい、伊: Fontane di Roma）P. 106は、イタリアの作曲家オットリーノ・レスピーギが1916年に作曲した交響詩。日本語表記に際し、「噴水」とは異なる「泉」と訳されることもある。
後に作曲された『ローマの松』（1924年）、『ローマの祭り』（1928年）と共に「ローマ三部作」と呼ばれる。

## 概説
ローマのサンタ・チェチーリア音楽院作曲科の教授に就任したレスピーギは、1913年に出身地のボローニャから移り住み、そこで受けた刺激を元に「ローマ三部作」を作曲した。その第1作である『ローマの噴水』は1916年に作曲された。
演奏時間は約15分、スコアの冒頭の序文には次のような説明がある：
従来の交響詩の自由な形式ではなく、古典的な交響曲にみられる4楽章構成をとっており、それぞれは「夜明け」、「朝」、「真昼」、「黄昏」の時間帯と、ローマの名所4箇所の噴水が当てはめられている。なお、4つの部分は連続して演奏される。レスピーギはかつてロシア帝国劇場管弦楽団の首席ヴィオラ奏者を務めていた時に、ニコライ・リムスキー＝コルサコフから作曲の指導を受けており、この作品にはリムスキー＝コルサコフの管弦楽法の影響が見られる。1917年3月11日にアントニオ・グァルニエリの指揮によりローマのアウグスト劇場において行われた初演の際には評論家の嘲笑を買っていたが、その後、1918年2月11日にアルトゥーロ・トスカニーニがミラノにおいて行った再演が大成功し、その後もっとも有名な交響詩の一例として知られるようになった。

## 楽器編成
- ピッコロ1
- フルート2
- オーボエ2
- コーラングレ1
- クラリネット2
- バスクラリネット1
- ファゴット2
- ホルン4
- トランペット3
- トロンボーン3
- チューバ1
- ティンパニ
- シンバル
- トライアングル
- チューブラベル（ニ音のもの）1本
- グロッケンシュピール
- オルガン（任意）
- ピアノ
- チェレスタ
- ハープ2
- 弦五部

## 構成

### 第1部 夜明けのジュリアの谷の噴水
（伊: La fontana di Valle Giulia all'alba）
ボルゲーゼ荘からパリオリの丘までの間に位置する「ジュリアの谷」の噴水と夜明けの光景が表現されている。具体的にどこの噴水かははっきりしていない。牧歌的な光景にたたずむ夜明けの噴水が描かれ、朝ぼらけの中を家畜が通過する。

### 第2部 朝のトリトンの噴水

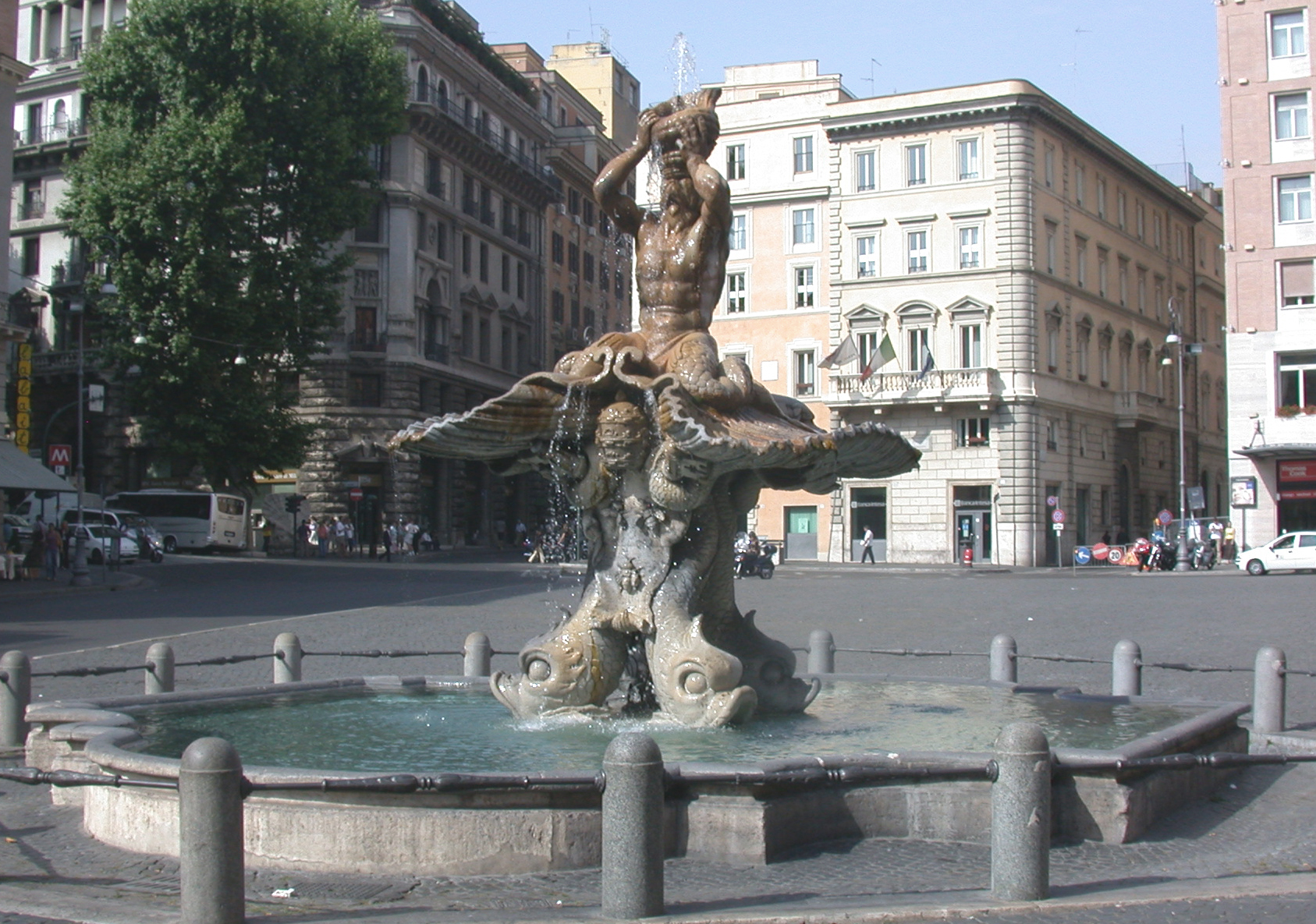
トリトンの噴水。

（伊: La fontana del Tritone alla mattina）
バルベリーニ広場のベルニーニ作のトリトンの噴水に見られるような、朝の日差しの中で踊るナイアデスとトリトンが描かれている。ホルンは、神々や女神たちがほら貝を吹き鳴らす様を示している。

### 第3部 真昼のトレヴィの噴水

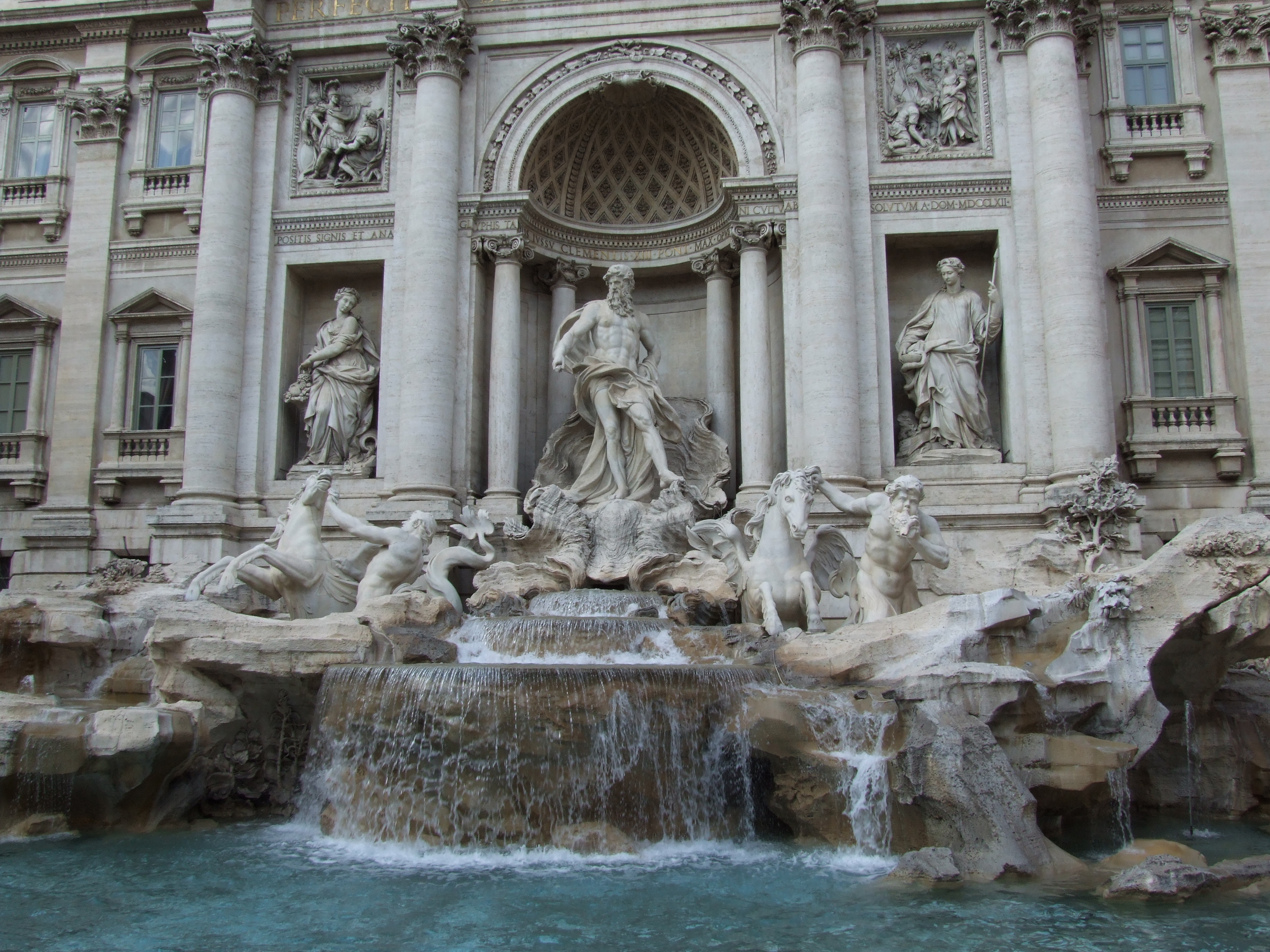
トレヴィの泉。

（伊: La fontana di Trevi al pomeriggio）
ネプチューンの新たな勝利を告げる凱旋式に導かれて始まる。

### 第4部 黄昏のメディチ荘の噴水
（伊: La fontana di Villa Medici al tramonto）
『夕暮れのメディチ荘の噴水』と表記される場合もある。よりメランコリーに沈んだようなメディチ荘の噴水の雰囲気を、輝かしい夕焼けが沈んでいく様子とともに描く。